# Gorgones
Pour les articles homonymes, voir Gorgones (homonymie).

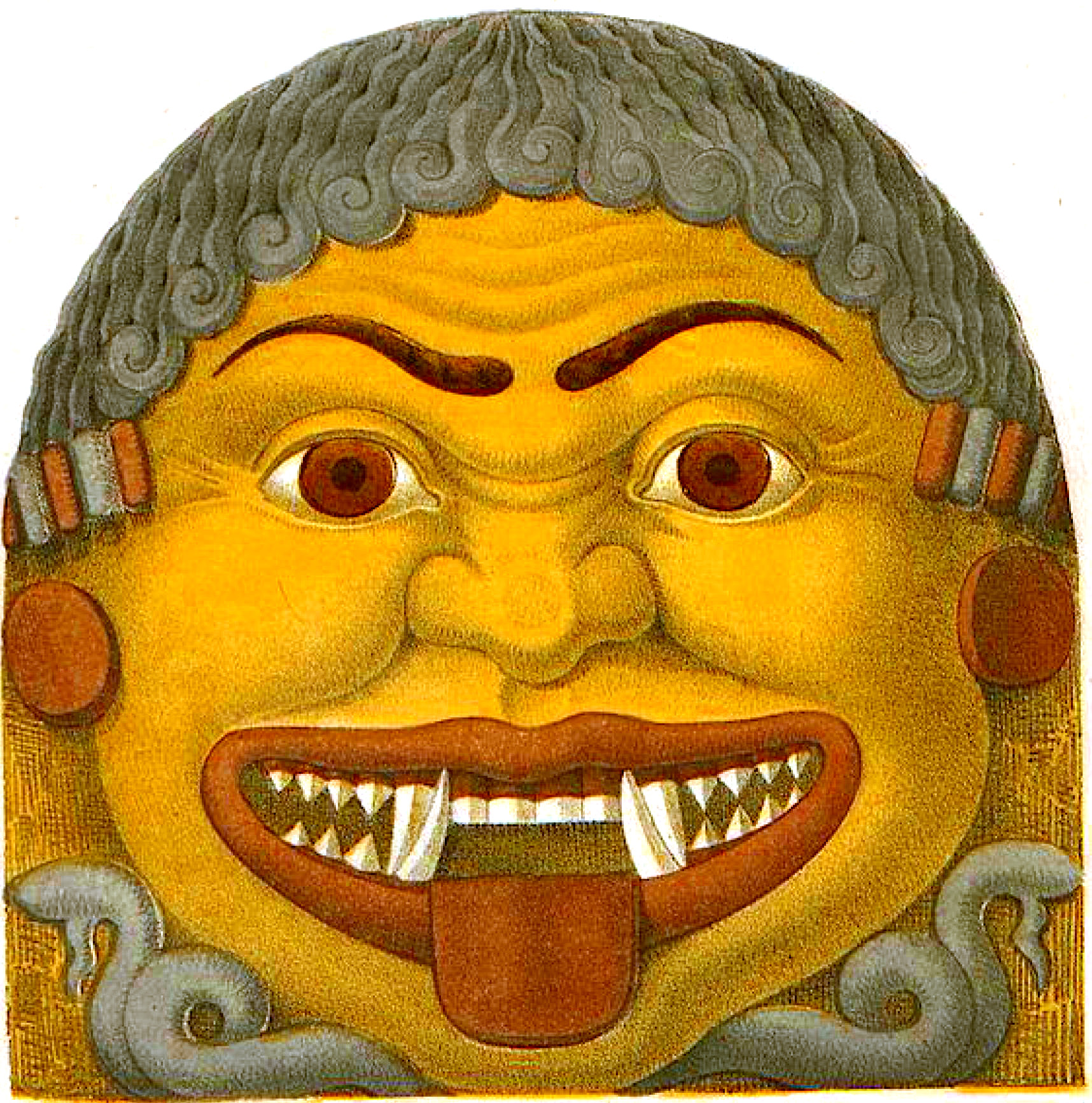
Gorgoneion d'époque archaïque. Dessin d'une terre cuite trouvée en 1836 sous le Parthénon.

Les Gorgones (en grec ancien Γοργόνες / Gorgónes ou Γοργοῖ / Gorgoî), au singulier Gorgone ou Gorgo (Γοργώ / Gorgṓ), sont, dans la mythologie grecque, des créatures fantastiques malfaisantes dont le regard a le pouvoir de pétrifier ceux qui les regardent.
Elles sont trois sœurs : Méduse (la plus célèbre et la seule à être mortelle), Euryale et Sthéno (qui sont immortelles). Elles ont pour sœurs aînées et gardiennes les Grées.

## Mythe antique

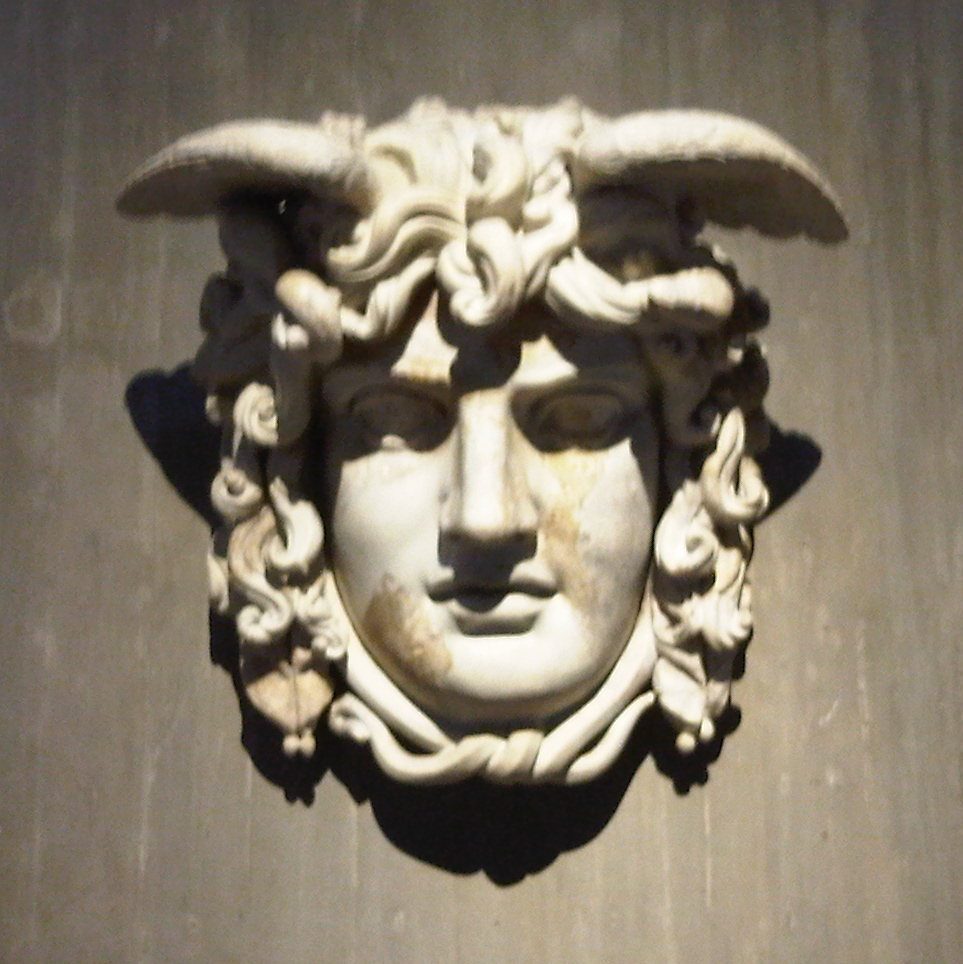
Masque de la Gorgone Méduse, en marbre de Paros. Construit pour le Temple de Vénus et de Rome en -137 (période hellénistique) à Rome. Acheté en 1818 à Cologne, Allemagne. Aujourd'hui, au Musée romain-germanique de Cologne.

Dans l’Odyssée, Homère parle des Gorgones comme de monstres des Enfers. Selon Hésiode, il s'agissait des trois filles des divinités marines Phorcys et Céto : Sthéno (Σθενώ / Sthenṓ, « puissante »), Euryale (Εὐρυάλη / Euruálē, « grand domaine »), et la plus célèbre, Méduse (Μέδουσα / Médousa, « dirigeante »), qui était mortelle, contrairement à ses deux sœurs qui ne connaissaient ni la mort ni la vieillesse. 
Au Ve siècle av. J.-C., Euripide mentionne une version différente avec une seule Gorgone, un monstre conçu par Gaïa (la Terre) pour aider ses fils, les Géants, dans leur bataille contre les dieux, et qui fut tué par Athéna.
Au Ier siècle, l'auteur romain Hygin donne une autre filiation encore : Gorgone serait issue du Géant Typhon et d'Échidna, qui engendra Méduse et ses sœurs. Leur demeure se trouvait de l'autre côté de l'Océan occidental, au mont Hélicon et selon d'autres versions, en Libye.
D'après les descriptions des anciens comme Ovide (Métamorphoses), les Gorgones étaient dépeintes comme des jeunes femmes possédant des ailes d'or et des mains de bronze. Des serpents étaient enroulés autour de leur tête et leur ceinture. Selon certaines traductions, elles posséderaient même des défenses de sangliers.
D'après les mythes, elles vivaient à l'extrême Occident, par delà l'Océan et les Hespérides. Les Grées défendaient l'accès de ce pays mythique. Les Gorgones terrorisaient les mortels, et les dieux s'en tenaient écartés, à l'exception de Poséidon, qui viola Méduse. Deux enfants naquirent de cette union, Pégase, et Chrysaor.
Leur regard figeait ceux qui voyaient leur visage. Elles sont généralement considérées très laides : Ovide parle de « la face répugnante de Méduse ».
Persée, armé d'un bouclier, dont l'intérieur servait de miroir pour éviter d'être pétrifié par le regard du monstre, et d'une épée offerte par Hermès, put trancher la tête de Méduse. Du sang qui jaillit de son cou émergèrent Chrysaor et Pégase, tous deux conçus par Poséidon. Persée offrit à Athéna la tête de Méduse, appelée le Gorgonéion (Γοργόνειον / Gorgóneion), (Bibliothèque, II, 4, 2-3). La déesse en orna l'égide, son bouclier, censé dès lors pétrifier ses ennemis.
Selon certaines versions du mythe, du sang pris sur le côté droit d'une Gorgone pouvait ramener un mort à la vie, tandis que celui pris sur son côté gauche devenait un poison fatal et instantané.
On dit aussi[réf. nécessaire] qu'Héraclès reçut d'Athéna une boucle des cheveux de Méduse (qui possédait les mêmes vertus que sa tête) et la donna à Stéropé, la fille de Céphée, pour protéger la ville de Tégée contre les attaques.

## Représentations

### Céramique grecque

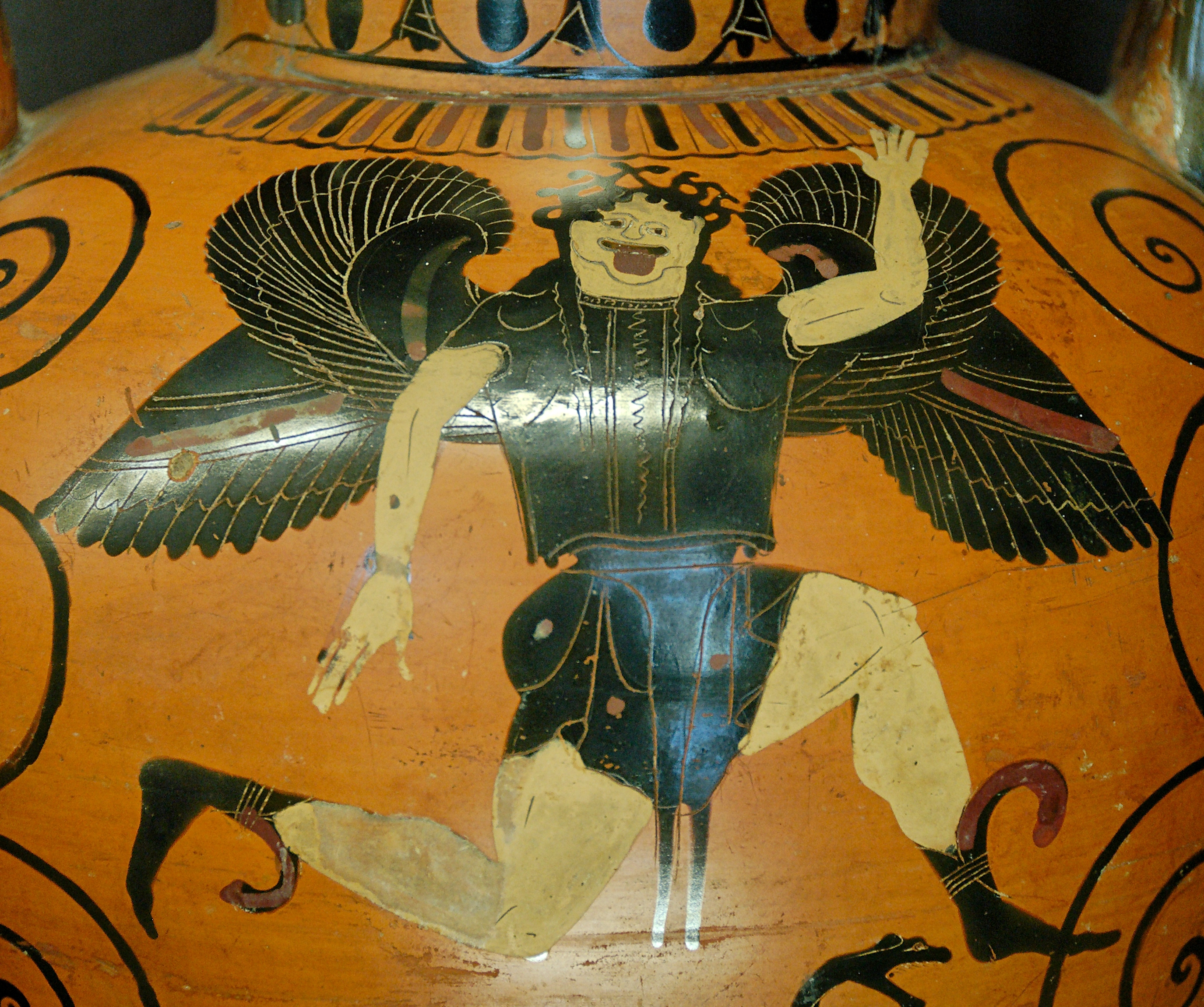
Une Gorgone sur une amphore à col attique à figures noires, vers 520–510 av. J.-C.

Sur les scènes peintes des vases grecs antiques, les Gorgones ont généralement l'apparence de créatures hybrides à moitié humaines et à moitié monstrueuses. Elles ont un corps humain et portent des vêtements humains, mais possèdent des ailes (deux voire quatre) et un visage monstrueux avec une large bouche, des crocs de fauve et une chevelure de serpents. Chose rarissime sur les vases peints, elles ont le visage tourné non pas de profil mais de face et regardent les spectateurs. Elles tirent la langue. Elles courent, gesticulent et brandissent souvent des serpents dans leurs mains. Sur les scènes représentant le mythe de Persée, on voit souvent deux ou trois Gorgones en train de poursuivre le héros.

### Le Gorgonéion
On appelle gorgonéion (en grec ancien : Γοργόνειον) la tête d'une Gorgone, généralement Méduse, toujours de face, sculptée ou gravée dans la pierre, ou encore dessinée, des serpents émergeant souvent du crâne et la langue tirée entre les crocs. Elle possède traditionnellement une valeur prophylactique, ce qui explique son emploi fréquent comme antéfixe. Cette représentation fut souvent placée, avec des variations dans la composition, sur les portes, les murailles, les céramiques, les monnaies, l'équipement militaire ou les pierres tombales, pour éloigner les mauvais esprits ou terrifier les ennemis. Le Gorgonéion est notamment présent sur le bouclier d'Athéna, déesse de la guerre et de la sagesse, qu'il pare d'une double valeur, à la fois image de la victoire sur le monstre, mais également attribue au guerrier une identité et une force apte à effrayer l'ennemi. Le bouclier est un bon exemple de variations graphiques de cette figure.

## Autres usages antiques du terme

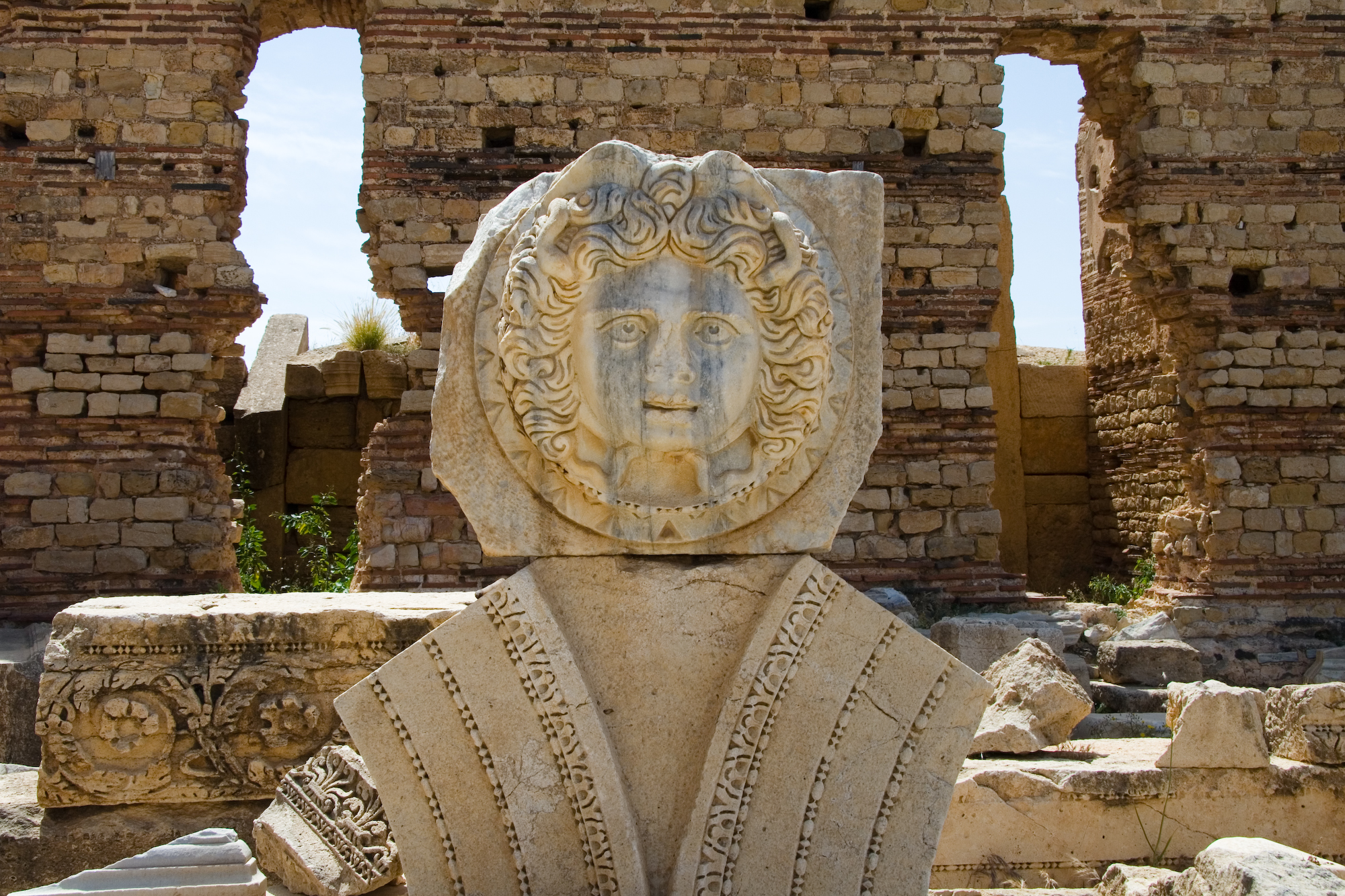
Sculpture d'une tête de Gorgone dans le Forum sévérien de la cité de Leptis Magna à Khoms, à environ 120 km à l'est de Tripoli en Libye.

Le terme « Gorgones » fut employé pour désigner tantôt des guerrières de Libye, tantôt des animaux fabuleux dont le regard pétrifiait. Pline l'Ancien les décrivait comme des sauvageonnes recouvertes de poil, à la tignasse hirsute, ce qui aurait donné naissance au mythe de la chevelure de serpents.

## Postérité dans les arts après l'Antiquité

### Littérature
Le thème des Gorgones est parfois utilisé de façon allégorique. Dans son roman Le Conte de deux cités en 1859, Charles Dickens compare l'aristocratie française exploitant son pays à une Gorgone et développe cette métaphore pendant un chapitre entier intitulé « La Tête de la Gorgone » (chapitre 9, livre II).
La littérature fantastique du XIXe siècle puise parfois son inspiration dans le mythe des Gorgones, de même que la science-fiction à partir de la fin du XIXe siècle. En 1933, l'auteur américaine Catherine L. Moore publie une nouvelle, Shambleau, qui s'inspire largement du mythe de la Gorgone. L'auteur américain de science-fiction Robert Silverberg a publié en 1954 une nouvelle de science-fiction reprenant le thème des Gorgones : Opération Méduse. L'écrivain belge Jean Ray a publié en 1943 un roman fantastique, Malpertuis, mettant en scène une maison que l'on découvre peu à peu hantée par des dieux grecs déchus et certaines créatures de la mythologie grecque, dont l'une des Gorgones, Euryale, qui a conservé toute sa puissance.
Aux XXe et XXIe siècles, la fantasy puise régulièrement dans les mythologies antiques, ce qui occasionne plusieurs apparitions des Gorgones. L'auteur américain Rick Riordan a publié dans les années 2000 un cycle romanesque de fantasy mettant en scène la vie des dieux, héros et créatures de la mythologie grecque qui continuent d'exister aux États-Unis à l'époque contemporaine. Il met en scène Méduse dans le premier tome, Le Voleur de foudre, puis ses sœurs Sthéno et Euryale dans certains des volumes suivants, Héros de l'Olympe, Le Fils de Neptune. En France, Fabien Clavel confronte aux Gorgones le héros de deux de ses romans de fantasy pour la jeunesse : La Dernière Odyssée (2007) et Les Gorgonautes (2009), dont le second a obtenu le Prix Imaginales l'année de sa parution.

### Peinture et sculpture

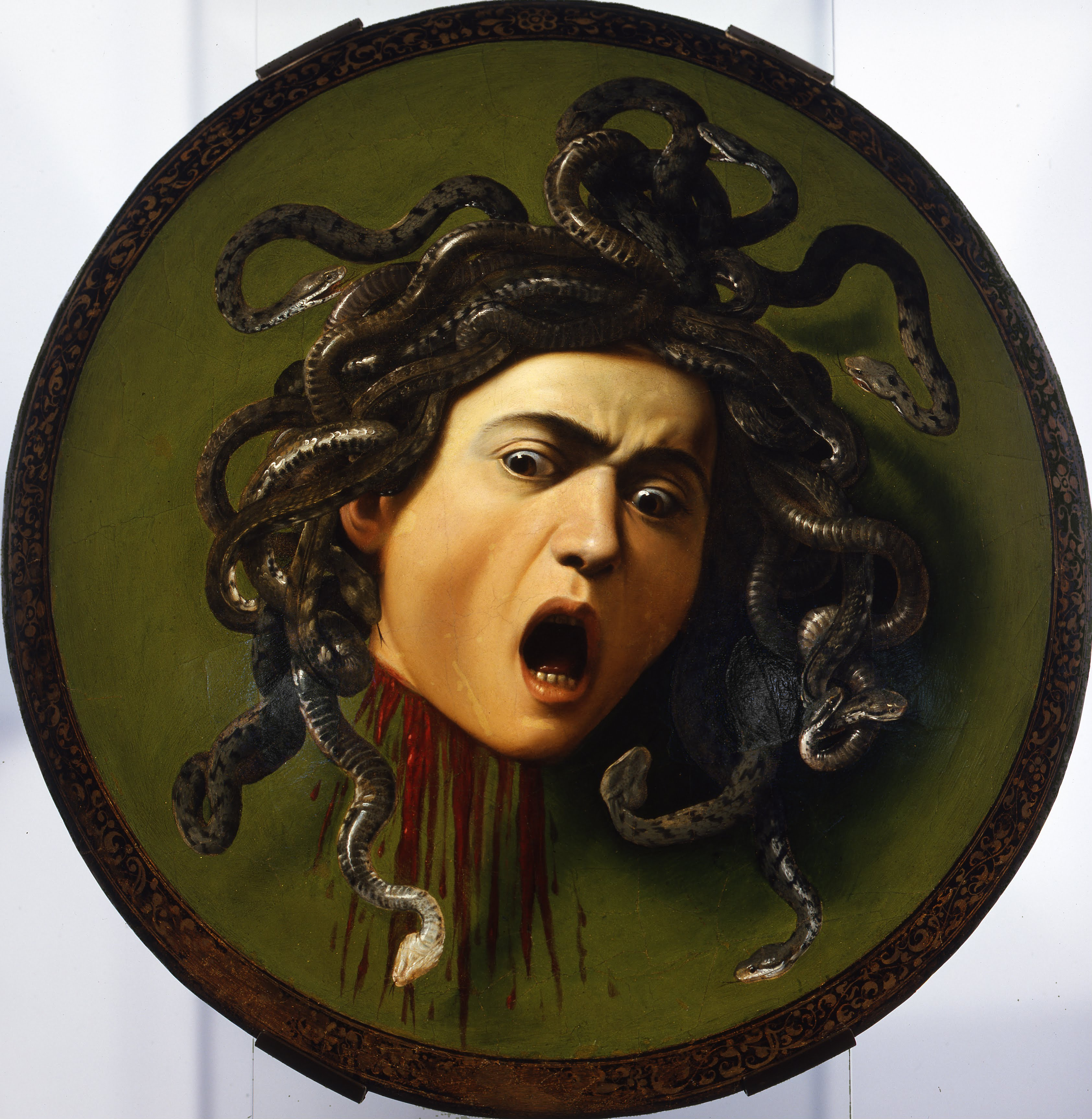
Méduse par Le Caravage, huile sur toile, vers 1595–96, musée des Offices de Florence.

Des représentations du Gorgonéion (tête de Gorgone) continuent à être peintes ou sculptées longtemps après leur invention en Grèce : on en trouve après la fin de l'Antiquité dans la peinture classique. En 1597–1598, le peintre italien Le Caravage peint Méduse qui représente la tête coupée de la Gorgone d'une façon proche du Gorgonéion grec antique, en en accentuant encore l'horreur.

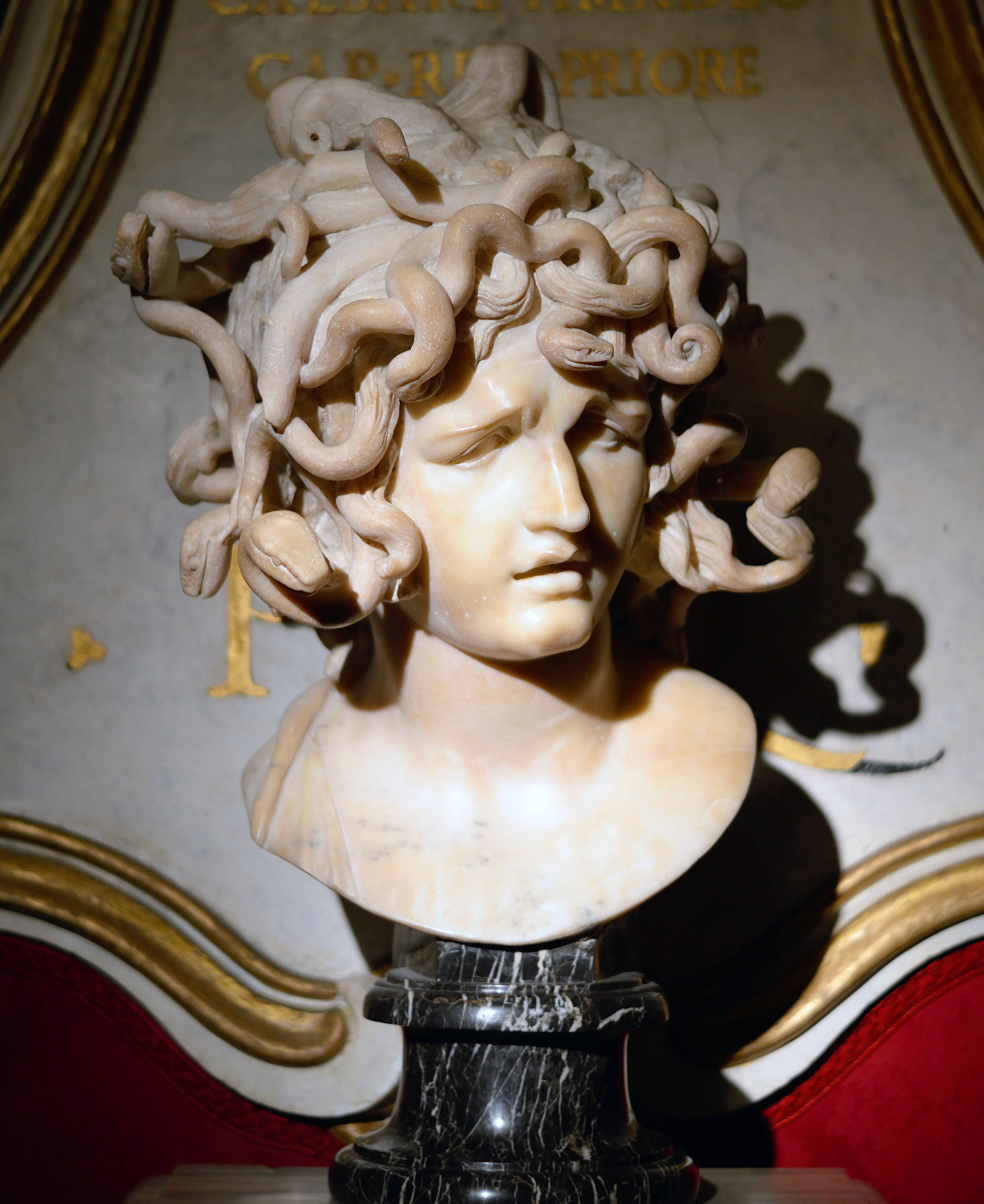
Buste de Méduse par Le Bernin, sculpture en marbre, vers 1639, musées du Capitole.

En 1639, c'est Le Bernin qui aurait sculpté le buste de la gorgone Méduse, dans une tentative métaphorique de transcender ses émotions à travers l'art. Son visage d'une grande beauté, loin des afflictions qui lui sont dotées dans les mythes, exprime plutôt une souffrance profonde.
Parmi ces représentations modernes, Gustav Klimt a peint Méduse dans une figuration intitulée Les forces du mal et les trois Gorgone peint en 1902 au sein de la Frise Beethoven et dans laquelle il incarne par les trois Gorgones, le pouvoir érotique et la femme dangereuse. Cet épisode de la frise dévoile donc l’obsession féminine de l’artiste, décrivant les terribles forces du mal que les Hommes doivent affronter pour atteindre le bonheur.

### Cinéma et télévision
Au cinéma, les Gorgones apparaissent dans les péplums relatant l'histoire de Persée, en particulier le film américain Le Choc des Titans de Desmond Davis en 1981 et son remake de 2010 par Louis Leterrier, films où n'apparaît que la plus fameuse des trois Gorgones, Méduse, qui se trouve dotée d'un corps serpentiforme en plus de sa chevelure de serpents. 
L'image de la Gorgone apparaît également dans le film La Grande Menace, dont le titre anglais, The Medusa Touch, évoque directement la plus célèbre des trois sœurs.
La Gorgone, film fantastique britannique de Terence Fisher sorti en 1964, élabore une autre version de la légende influencée par les histoires de loups-garous, puisque la Gorgone ne revêt son aspect monstrueux que par intermittences, à la pleine lune, sous l'effet d'une malédiction.
Les Gorgones apparaissent aussi dans les films de fantasy s'inspirant directement de la mythologie grecque. Percy Jackson : Le Voleur de foudre, film américain de Chris Columbus sorti en 2010 et adapté d'un roman de Rick Riordan, met en scène les dieux et créatures de la mythologie continuant à exister aux États-Unis à l'époque contemporaine. Percy Jackson y affronte notamment Méduse, la plus connue des Gorgones.
Dans la série télévisée Mercredi, inspirée de l'univers de La Famille Addams, les Gorgones sont l'une des catégories d'élèves de l'académie Nevermore. Ses membres portent des bonnets pour ne pas pétrifier les autres élèves avec leurs serpents.

### Jeux vidéo
- Dans le jeu vidéo God of War (2005), Kratos doit tuer Méduse pour se saisir de sa tête. Dans la suite God of War II (2007), c'est la tête d'Euryale qui subira le même traitement.
- Dans le jeu vidéo SMITE (2014), Méduse est un personnage jouable.
- Dans le jeu vidéo Castlevania: Lords of Shadow 2 (2014), Dracula rencontre et affronte les trois Gorgones. L'une d'entre elles, Méduse, est également présente dans Castlevania: Portrait of Ruin, un autre jeu de la licence Castlevania.
- Dans le jeu vidéo Assassin's Creed : Odyssey (2018), le joueur doit tuer Méduse pour trouver un artéfact.
- Dans le jeu vidéo Fate/Grand Order, les sœurs gorgones apparaissent également sous différentes formes : Méduse apparait en tant que servant de classe Cavalier, Lancier et Vengeur, Sthéno en tant qu'assassin et Euryale comme archer.
- Dans le jeu vidéo Enter the Gungeon (2016), un des ennemis sur lesquels le joueur peut tomber est la Gorgun, représentée sous la forme d'une gorgone classique armée de deux mitraillettes.
- Dans le jeu Titan Quest, elles sont un boss de l'Acte I.
- Dans le jeu Immortals fenyx rising, le personnage doit tuer des gorgones pour récupérer des coffres ou des armures.
- Dans le jeu Stray Gods: The Roleplaying Musical, (2023) Méduse est un ennemi à affronter en chanson pour obtenir des informations sur l'enquête.

### Bandes dessinées, comics et mangas
- Gorgom, l'organisation maléfique secrète de la série Kamen Rider BLACK, a pour emblème un serpent, un des symboles des Gorgones. En réalité, l'emblème du Roi Centenaire Black Sun (sur le costume de Kamen Rider BLACK) est aussi censé représenter un serpent, étant donné qu'il tient ses pouvoirs de Gorgom même.
  - Dans le remake de cette série, Kamen Rider BLACK SUN, le logo du Parti Gorgom correspond à un symbole de l'infini, mais est implicitement un serpent.
- Amadeus Cho, un adolescent super-héros Marvel, a une relation sentimentale avec Delphyne Gorgone (Delphyne Gorgon en version originale), une adolescente gorgone descendante d'une des gorgones originelles.
- Dans One Piece, Boa Hancock, Boa Sandersonia, Boa Marigold sont les trois sœurs surnommées « Gorgones », de l'équipage des pirates Kuja et de la noblesse de l'île d'Amazon Lily. Leurs pouvoirs de Fruits du Démon sont d'ailleurs en lien avec les Gorgones ; Hancock peut pétrifier quiconque la trouve attirante, Sandersonia peut se transformer en anaconda et Marigold en cobra royal. De plus, leur nom de famille est « Boa ».
- Dans Saint Seiya, le chevalier de Persée détient le bouclier de la Méduse pouvant pétrifier ses ennemis.
- Dans l'animé japonais « Campione », le gorgoneon est une pièce de pierre disposant de pouvoirs, et recherché activement par Athena/Metis pour accomplir une prophétie.

## Galerie d'images

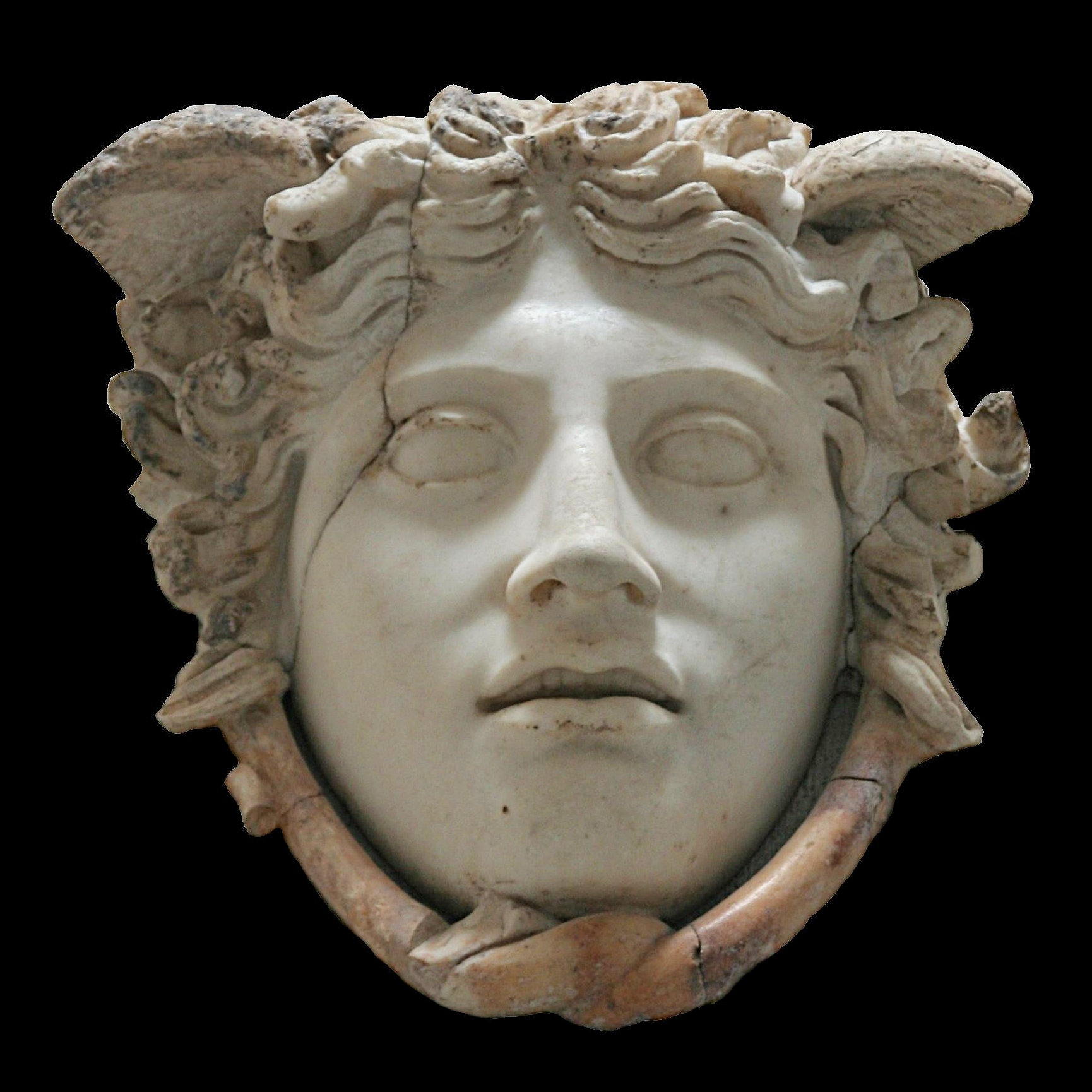
Masque de Méduse, ornant l'égide de la statue d'Athéna du Parthénon. Copie d'un original de Phidias.
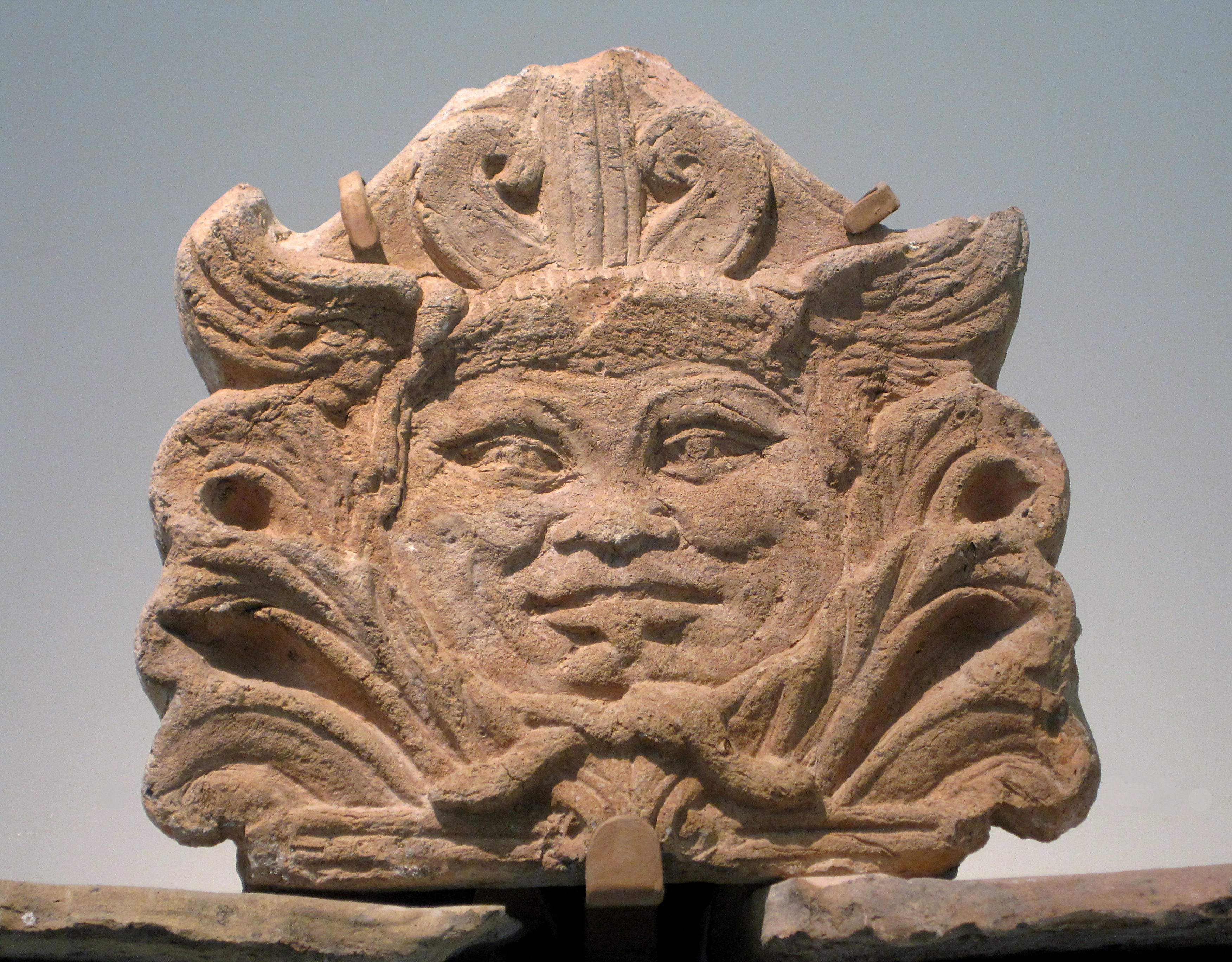
Antéfixe étrusque ornée d’une tête de Méduse. Musée Grégorien Étrusque. Vatican.
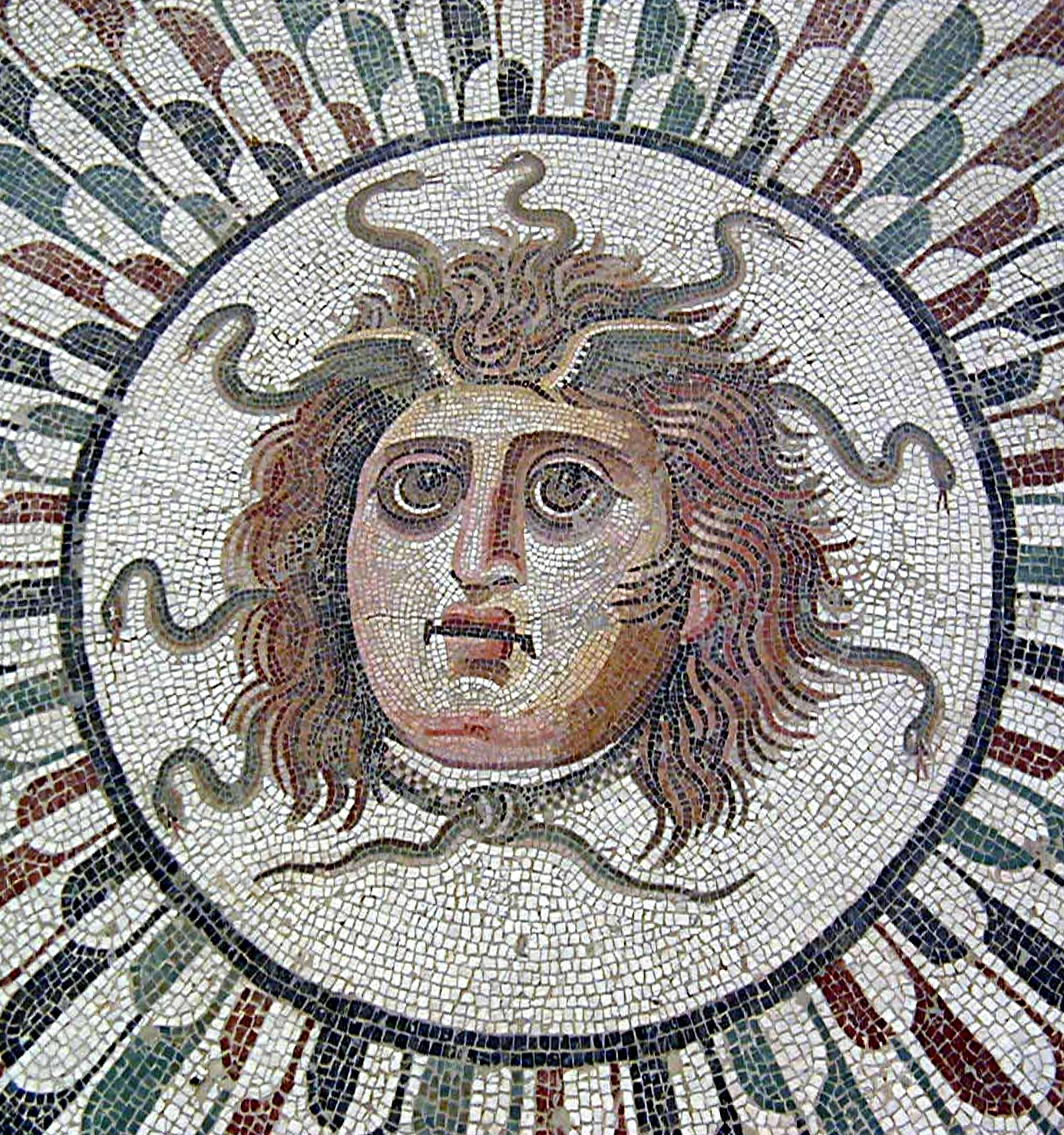
La Gorgone Méduse. Mosaïque de l'ancienne Hadrumète, Musée archéologique de Sousse en Tunisie.
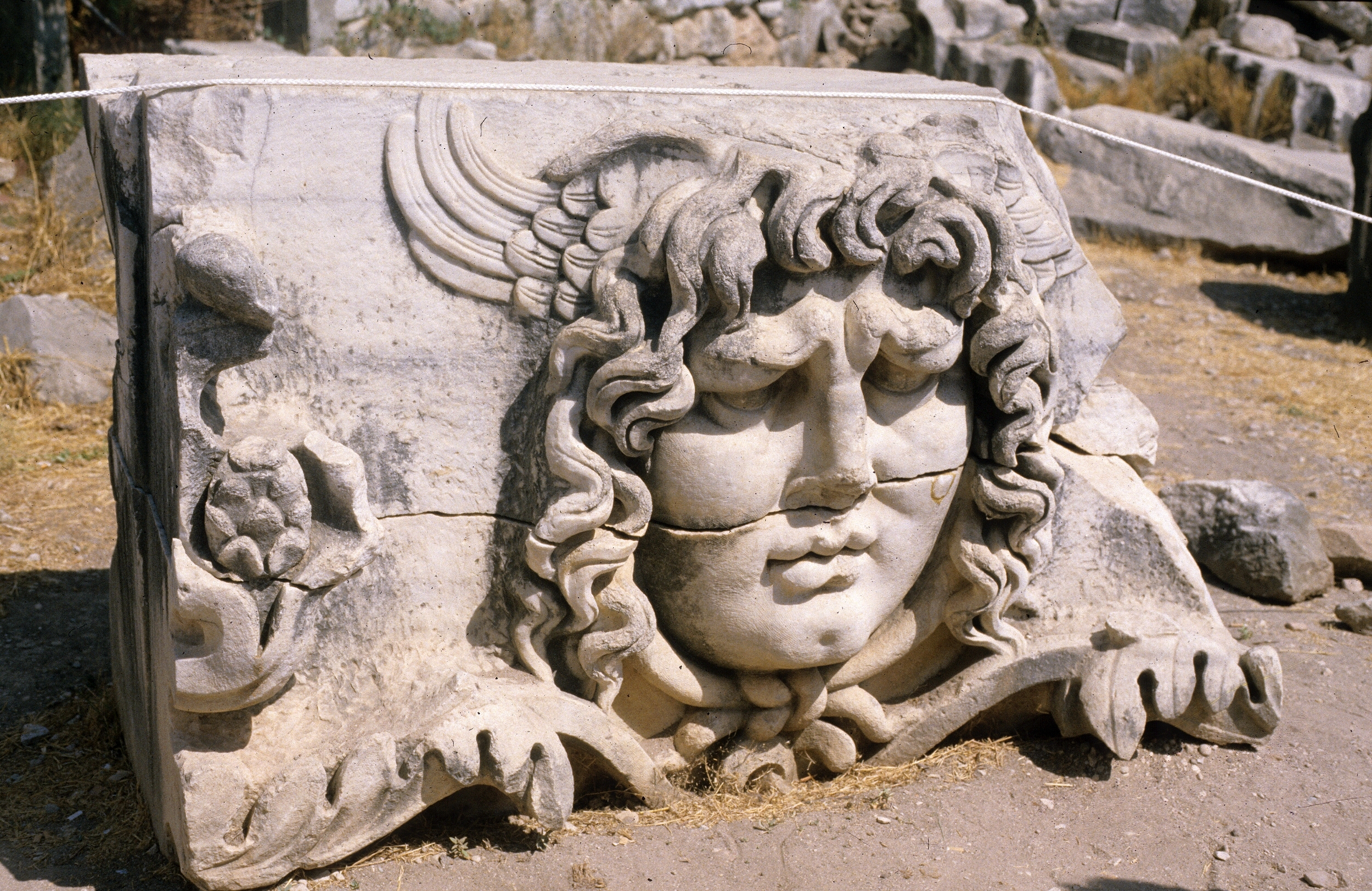
Méduse de Didymes, ornant le grand temple d'Apollon.
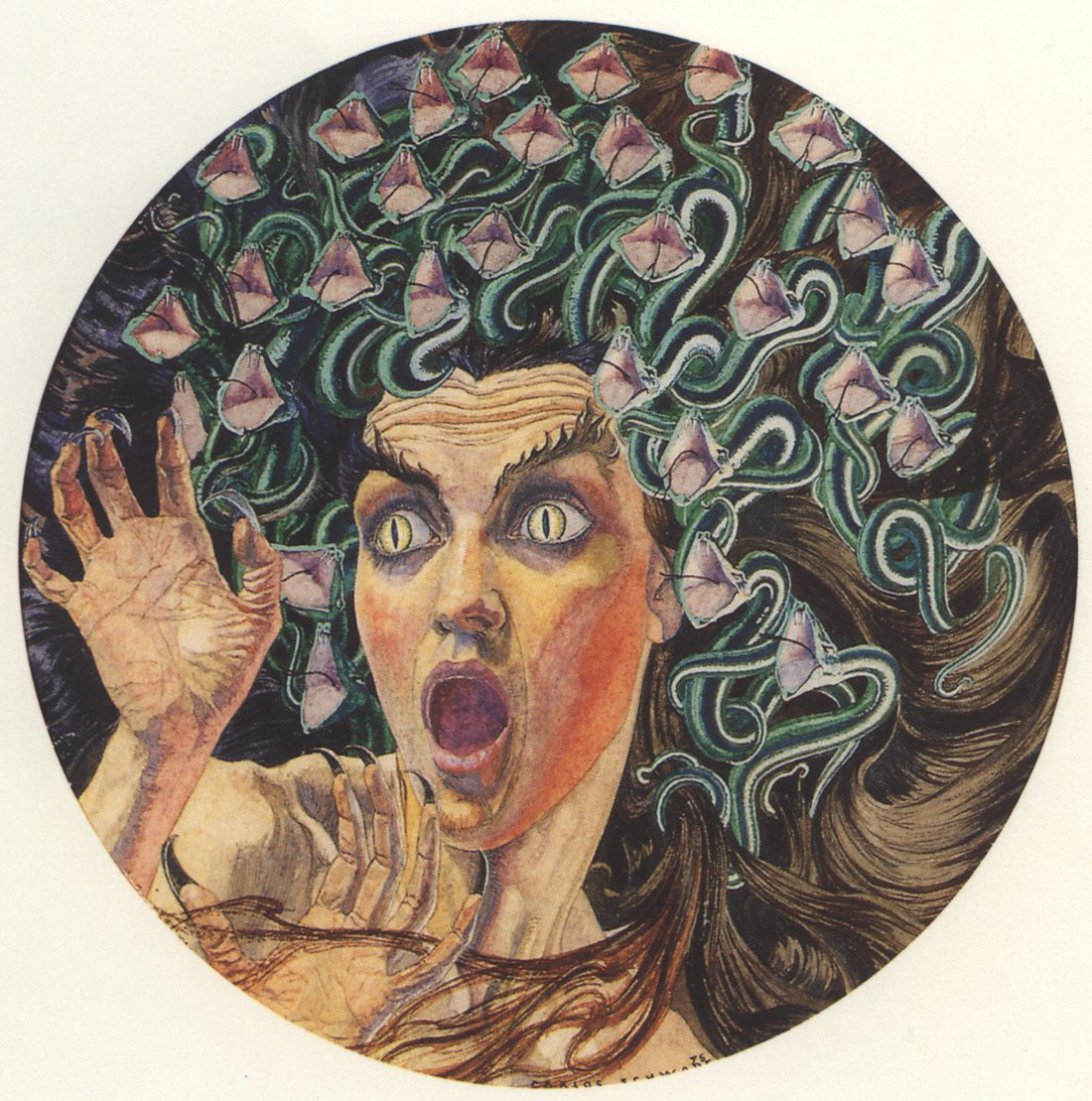
Méduse par Carlos Schwabe. Aquarelle sur papier. Collection principale Nyeste, Glencoe, États-Unis (1895).

### Sources antiques
- Pseudo-Apollodore, Bibliothèque [détail des éditions] [lire en ligne] (II, 4, 1-5 ; II, 7, 3 ; III, 10, 3).
- Hésiode, Théogonie [détail des éditions] [lire en ligne] (v. 294).
- Homère, Iliade [détail des éditions] [lire en ligne] (V, 741).
- Ovide, Métamorphoses [détail des éditions] [lire en ligne] (IV, 653 - V, 241).